# Michele Columbu
Michele Columbu (ur. 8 lutego 1914 w Ollolai, zm. 10 lipca 2012 w Cagliari) – włoski polityk i pisarz, członek Izby Deputowanych i poseł do Parlamentu Europejskiego II kadencji, były lider Partito Sardo d’Azione.

## Życiorys
Ukończył studia z literaturoznawstwa, pracował zawodowo jako nauczyciel literatury i filozofii oraz animator kultury. Uczestnik II wojny światowej na froncie wschodnim. Autor licznych artykułów i opowiadań dotyczących m.in. Sardynii, w tym zbioru krótkich historii. W 1965 zorganizował 500-kilometrowy marsz wokół wyspy mający zwrócić uwagę na jej problemy gospodarcze.
Przystąpił do regionalistycznej partii Partito Sardo d’Azione (Sardyńskiej Partii Akcji), w której był sekretarzem (1974–1979) i przewodniczącym (1979–1991). Od 1948 radny Ollolai, w latach 60. burmistrz tej miejscowości. W latach 1972–1976 członek Izby Deputowanych VI kadencji, wybrany z listy Włoskiej Partii Komunistycznej. W 1980 został radnym miejskim Cagliari, przez jeden dzień burmistrz miasta. W 1984 wybrano go posłem do Parlamentu Europejskiego z listy Federalismo tworzonej m.in. przez Sardyńską Partię Akcji i Union Valdôtaine. Przystąpił do Grupy Tęcza. W 1991 odszedł z polityki.